# Памятник Адаму Мицкевичу (Гожув-Велькопольски)
Памятник Мицкевичу — скульптурное изображение великого польского поэта  эпохи романтизма Адама Мицкевича, установленное в центре Гожува-Велькопольского (Польша) в 1957 году.
Автор памятника — Юзеф Гославский (1908—1963). Расположен в сквере Свободы на пересечении ул. ген. В. Сикорского и Львовских орлят.
Идея создания памятника возникла в связи с 100-й годовщиной со дня смерти поэта ещё в 1945 году и была реализована спустя 12 лет — торжественное открытие состоялось 15 декабря 1957 года.
Памятник Мицкевичу представляет поэта, стоящего в полный рост на гранитном пьедестале. Высота отлитой из чугуна фигуры — около 2,5 метров. В его правой руке — книга. Первоначальным проектом было предусмотрено, что поэт в левой руке будет держать перо, а в правой — книгу. Уже в ходе создания памятника были внесены изменения, которые привели к тому, что одна из рук оказалась длиннее на 20 см.
Вокруг постамента — надпись «В СОТУЮ ГОДОВЩИНУ СМЕРТИ — ПОЭТУ И НАРОДНОМУ ТРИБУНУ — АДАМУ МИЦКЕВИЧУ — ОБЩЕСТВЕННОСТЬ ГОЖУВА» (пол. W SETNĄ ROCZNICĘ ZGONU — POECIE I TRYBUNOWI LUDU — ADAMOWI MICKIEWICZOWI — SPOŁECZEŃSTWO GORZOWA).
Во время проведения чемпионата Европы по футболу 2008 года болельщики города включили памятник Мицкевичу в свою кампанию под девизом: «В Польше даже памятники болеют за наших!». В дни игр фигура поэта была одета в футболку цвета национальной сборной Польши.

## Галерея
- Общий вид памятника
- Фигура А. Мицкевича
- Памятник, одетый в футболку цвета национальной сборной Польши по футболу.
- Фрагмент надписи на постаменте